# Родт-под-Ритбургом
Родт-под-Ритбургом (нем. Rhodt unter Rietburg) — община в Германии, в земле Рейнланд-Пфальц. 
Входит в состав района Южный Вайнштрассе. Подчиняется управлению Эденкобен.  Население составляет 1094 человека (на 31 декабря 2010 года). Занимает площадь 10,06 км².

## История
Первые сохранившиеся упоминания о коммуне Родт-под-Ритбургом относятся к концу двенадцатого и к началу тринадцатого веков, в тот момент когда коммуна имела иное наименование[уточнить]. 
Значительно позднее, согласно документам 1603 года Эрнст Фридрих фон Баден-родт приобрёл Родт-под-Ритбургом путём обмена. Приблизительно с того времени наладилась экономическая ситуация, поскольку на территории коммуны стал более активно выращиваться виноград для дальнейшей его продажи.
В конце 18 века город, в результате войны перешёл под французскую власть, пока в 1814 году, спустя несколько лет после войны, перешёл под баварско-австрийский контроль. А после Второй мировой войны, стал частью федеральной германской земли Рейнланд-Пфальц.